# Urographie intraveineuse
L'urographie intraveineuse (UIV) est une technique d'examen radiologique qui permet d'explorer la morphologie du rein et la fonction rénale.
Elle est indiquée dans les cas suivants :
- obstruction des voies excrétrices
- hypothèse d'un calcul
- présence de tumeur ou métastase
- reins ectopiques
- urètre ectopique
- hydronéphrose.

Préparation du sujet :
- patient à jeûn dans les 4 heures précédant l'examen
- injection intraveineuse d'une solution iodée (tri-iodée)
- pratiquer une urographie juste après l'injection

Deux techniques :
a) injection continue de la solution tri-iodée
b) injection avec compression abdominale
Limites :
Contre indication en cas d'insuffisance rénale, grossesse au premier trimestre ou diabète.
En aucun cas, la technique ne peut nous renseigner sur le caractère de réversibilité ou non des lésions.